# Kursiewicze
Kursiewicze (biał. Курсевічы; ros. Курсевичи) – wieś na Białorusi, w obwodzie witebskim, w rejonie postawskim, w sielsowiecie Nowosiółki.

## Historia
W czasach zaborów wieś rządowa w granicach Imperium Rosyjskiego.
W dwudziestoleciu międzywojennym wieś leżała w Polsce, w województwie wileńskim, w powiecie duniłowickim (od 1926 postawskim), w gminie Mańkowicze (od 1927 gmina Hruzdowo) a następnie w gminie Łuczaj.
Według Powszechnego Spisu Ludności z 1921 roku zamieszkiwały tu 264 osoby, 73 było wyznania rzymskokatolickiego, a 191 prawosławnego. Jednocześnie 34 mieszkańców zadeklarowało polską, a 230 białoruską przynależność narodową. Było tu 50 budynków mieszkalnych. W 1931 w 60 domach zamieszkiwały 272 osoby.
Miejscowość należała do parafii rzymskokatolickiej w Postawach i prawosławnej w Mańkowiczach. Podlegała pod Sąd Grodzki w Postawach i Okręgowy w Wilnie; właściwy urząd pocztowy mieścił się w Łuczaju.
W 1938 roku miejscowość należała do gromady Męczenięta gminy Łuczaj.
Po agresji ZSRR na Polskę w 1939 roku wieś znalazła się w granicach BSRR. W latach 1941–1944 była pod okupacją niemiecką. Następnie leżała w BSRR. Od 1991 roku w Republice Białorusi.
Urodziła się tu Anna Masłowska.